# Померано-бранденбургский конфликт
Померано-Бранденбургские конфликты — серия столкновений между двумя владениями, входившими в состав Священной Римской империи.
Начиная с появления в XII веке маркграфства Бранденбург (ставшего затем курфюршеством Бранденбург, а затем королевством Пруссия), оно находилось в конфликте с соседними Померанскими герцогствами. Причиной конфликтов были как пограничные территории, оспариваемые обоими владениями, так и статус Померании (которую Бранденбург хотел сделать собственным вассалом; Померания же желала остаться в прямом подчинении Священной Римской империи). Конфликт часто перерастал в войны, в которых ни одна из сторон не могла надолго закрепить временные успехи. Это продолжалось вплоть до 1637 года — пока Померанский дом не прекратил своё существование.
Покушениям Бранденбурга на Померанию воспрепятствовала Швеция. Поэтому, начиная с времён Тридцатилетней войны борьба за Померанию пошла уже между Бранденбургом-Пруссией и Швецией. Лишь в 1815 году Венский конгресс принял решение, что Шведская Померания войдёт в состав Пруссии.

## Предыстория конфликта

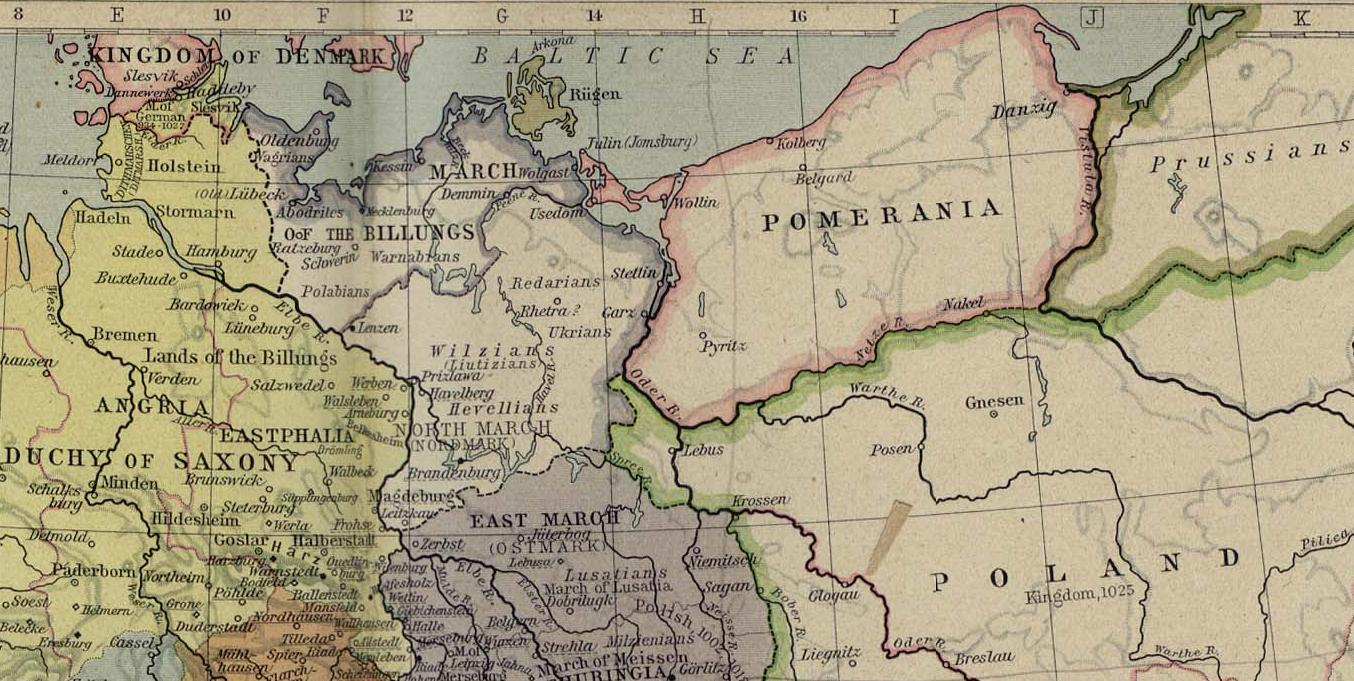
Северная марка и Померания в 919—1125 годы

В X веке на территории будущих Бранденбурга и Померании жили западнославянские племена. Часть из них (живших к западу от реки Одры) в результате германской экспансии были включены в состав марок Священной Римской империи (марка Биллунг и Северная марка). Славянское восстание 983 года освободило большую часть этих земель от власти империи. Эти земли бывших марк в основном вошли в состав ободритского и лютического союзов племен.
Славянское Поморье (земли будущей Померании) в состав Польши пытался включить Мешко I. Но в результате войн его сына Болеслава с Священной Римской империей померане восстановили независимость.
Вартислав I Померанский около 1120-х годов расширил границы своей державы к западу от Одры до рек Пенна и Толеннзе. Тем самым в состав Померании вошли земли укран и доленчан (племен до середины XI века входивших в лютечский союз). Но эти земли, как и померанский город Волегост в качестве своего владения и (или) данника с XI века рассматривала и Венедская держава. Источники указывают, что Вартислав являлся вассалом и Венедской державы и Польши.
Правитель Венедской державы Генрих совершал походы на востоке до Велегоста (или даже Волыни) и до окрестностей Бранибора (будущего Бранденбурга) где жили гиляне и спреване.
Но после гибели сначала Генриха Бодричского, а затем Кнуда Лаварда земли входившие в Венедскую державу стали осваиваться соседями (как путем войн и захватов, так и колонизации)

## Дом Асканиев против Грифичей

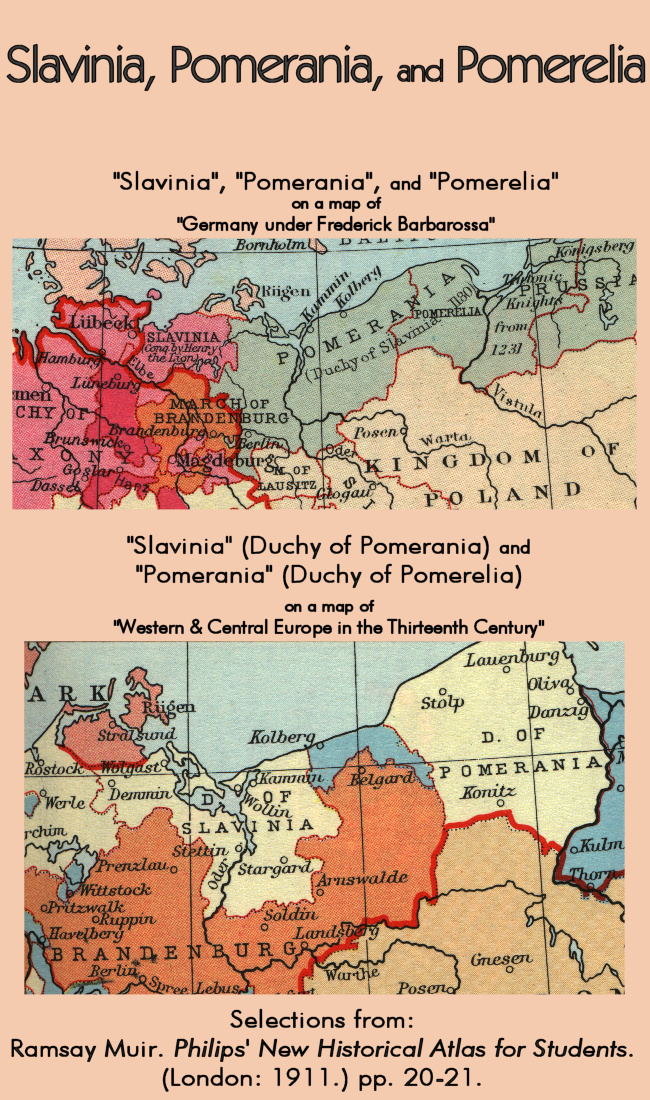
На верхней карте Бранденбург и Померания около 1180 года; на нижней Бранденбург и померанские: епископство Каммин герцогство Славиния и герцогство Померания в XIII веке

В 1124 году правителем Нижней Лужицы, а 1134 — Северной Марки стал Альбрехт Медведь. Опираясь на родовые земли расположенные в Ангальте тот стремился расширить свои владения на восток, сделав Северную Марку такой же сильной как во времена Геро. В 1150 (окончательно в 1157) году он стал правителем Бранибора и основателем Бранденбургской марки.
Примерно в 1130 году правитель Бранибора Прибыслав-Генрих передал Заухе и Гавельсберг сыну Альберта Медведя Оттону. С этим были не согласны сыновья Вирикинда, бывшего князя этой земли и в 1136 году вместе с Ратибором князем Поморским захватили Гавельберг и даже вторглись в Старую Марку владения Альбрехта Медведя. Но тот отбил Гавельсберг.
В ответ Альбрехт Медведь пользуясь поддержкой Прибыслава-Генриха стал воевать уже те земли что подчинялись или были союзниками померан.
Во время вендского крестового похода южная армия крестоносцев из Магдебурга, через Гавельсберг двигалась к Поморью. Крестоносцев поддерживал Прибыслав Генрих Браниборский.
И хотя крестоносцы не достигли своих целей и потерпели ряд военных поражений (под Дымином, под Добином) ряд князей (например Ратибор Поморский) были встревожены и пошли на уступки.
После того как в 1157 году Альбрехт Медведь победил Яксу из Копаницы и стал маркграфом Бранденбурга он начал борьбу с Померанским княжеством за Укрскую землю.
Тем временем Генриху Льву (который в своё время переиграл Альбрехта в Саксонии) удалось подчинить славян.
Богуслав I и его брат Казимир I поддержали Прибыслава Мекленбургского в его восстании против Генриха Льва, герцога Саксонии. В битве при Ферхене 6 июля 1164 года, после того как славянам удалось захватить немецкий лагерь они были разбиты отрядом не участвовавшим в битве. После битвы войска Генриха Льва взяли Дымин и Столпе. Братья стали вассалами Генриха Льва. продолжавшего враждовать с Бранденбургским маркграфом.

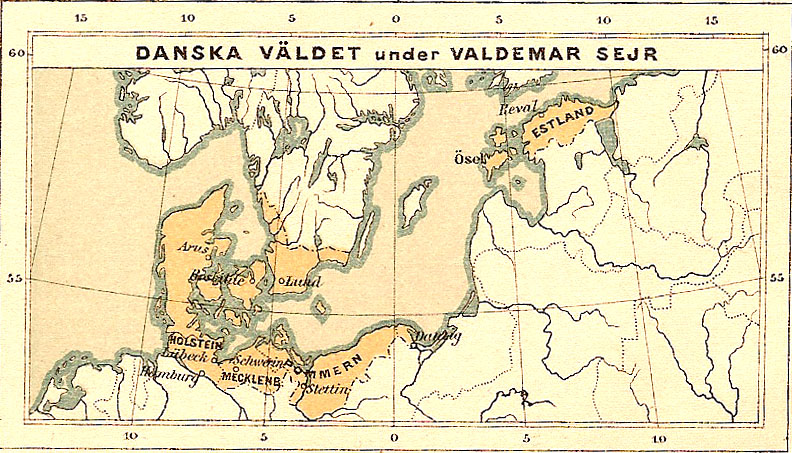
Померания вассал Датской державы

В 1181 году Фридрих Барбаросса, лишив Генриха Льва его владений, сделал Богуслава герцогом Померании. Новый статус несколько изменил положение померанского правителя: с 1164 года он был вассалом Саксонии, после войны 1169 года сюзеренные претензии на Западную Померанию выдвигал Вальдемар Датский, также определённый интерес испытывал король Польши. В результате повышение Барбароссой статуса отчасти упрочило положение Померании (теперь она напрямую подчинялась императору).
Падением Генриха Льва воспользовалась Дания. Кнуд VI не желал приносить вассальную присягу Барбароссе и тот поручил Богуславу Померанскому его разбить. Но после того как в 1184 году померанский флот проиграл сражение в Грайфсвальдском заливе, а армия Кнуда VI в 1185 году высадилась в Померании, Богуслав признал себя вассалом короля Дании и должен был выплатить дань.
Оттон II Бранденбургский зимой 1198—1199 годов разгромил занятое датчанами герцогство Померания и подкрепил свои территориальные претензии военным походом на Рюген.
В 1211 и 1214 году Альбрехт II Бранденбургский повторил набеги на Померанию. Притом в 1214 году ему удалось ненадолго захватить Штетин.
В 1214 году после поражения в битве при Бувине император признал Померанию за Данией. В таких условиях померане и бранденбуржцы начали укреплять границу.
В 1227 году после поражения датчан в битве при Борнвехеде Померания и остальные захваты вернулись в империю.
На Померанию стали претендовать маркграфы Бранденбурга Иоганн I и Оттон III, которые в 1231 году были пожалованы императором Священной Римской империи Фридрихом II Поморьем в качестве лена.
Правившие Померанией Барним I Добрый и Вартислав III сопротивлялись этому как могли.
В 1230-е годы Барним вынужден был отказаться от южной части Укрской марки, Барнима и Тельтова. 20 июня 1236 года Вартислав III  в Креммене был вынужден заключить договор по которому уступал Бранденбургу часть своих владений, а также признать маркграфов Бранденбурга своими наследниками в случае отсутствия детей. Но в 1250 году Барним Добрый разбил Асканиев вторгшихся в Поморье и принудил их подписать Ландинский мирный договор аннулировавший эти достижения Бранденбурга, но передававший Бранденбургу северную часть Укрской марки. В итоге после смерти Вартислава в 1264 году Барним объединил в своих руках всё Поморье.
По Ландинскому договору Барним в 1260-е женился на дочери Оттона III Бранденбургского, которая принесла ему в приданое Укеранскую область и город Пренцлав.
В 1260-е Барним уступил Бранденбургу ряд земель объединённых Асканиями в Новую марку. 
Унаследовав владения Вартислава Барнив стал претендовать на Померелию или хотя бы на те земли (Славно и Столп), что принадлежали Вартиславу и были у него отобраны Святополком Померельским. Он вмешался в войну наследников Святополка и в 1266 году отобрал Славе-Столп.  В 1269 году сын Святополка Мстивой II Померельский признал себя вассалом Бранденбурга. В 1273-1275 году произошла очередная война между Бранденбургом и Померанией Закончившаяся победой Барнима.
Но через несколько лет после его смерти герцогство было разделено между сыновьями. Отто I правивший с 1295 года в Щецине (южной части Померании) был внуком Оттона III Бранденбургского. Пользуясь этим Бранденбургские маркграфы пытались присоединить Померелию оставшуюся после смерти в 1294 году Мстивоя II без правителя. Но свои претензии на Померелию кроме Бранденбурга выдвинули Богуслав IV Вольгаст-Померанский и Пшемыслав II Польский.  В 1308 году по приглашению Владислава Локотека в Померелию вторглись войска Тевтонского ордена. Они изгнали бранденбуржцев, но и сами не ушли.
В 1309 году только земли Стольп, Славно  и Рюгенвальде  оставались до 1317 года в Бранденбурге. Права на остальные земли маркграфы продали Тевтонскому ордену. В 1314 году король Дании Эрик VI Менвед попытался захватить Штральзунд. Это привело к сближению правителей Померании и Бранденбурга. Они совместно выступили против датского короля. Вскоре был улажен конфликт из-за наследства Мстивоя.
В 1317 году маркграф Вальдемар Бранденбургский передал Вартиславу районы Слупска, Славно и Рюгенвальде.
В 1319 году умер Вальдемар Бранденбургский его наследник был малолетним и умер на следующий год. Соседи пытались вернуть «свои» земли. Среди них были и правители Меклебурга и Померании.
Генрих II Мекленбургский захватил Пригниц и Уккермарк.
Правители Померании Вартислав IV (герцог Померании-Вольгаст и Оттон I (герцог Померании-Штеттин) принесли вассальную присягу епископу Каммена. Надеясь тем самым получить защиту у церкви от притязаний Бранденбурга или иных соседей. После этого они заняли Уккермарк, вытеснив оттуда мекленбуржцев заняли Пренцлау и область Пасевалк.

## Грифичи и Виттельсбахи

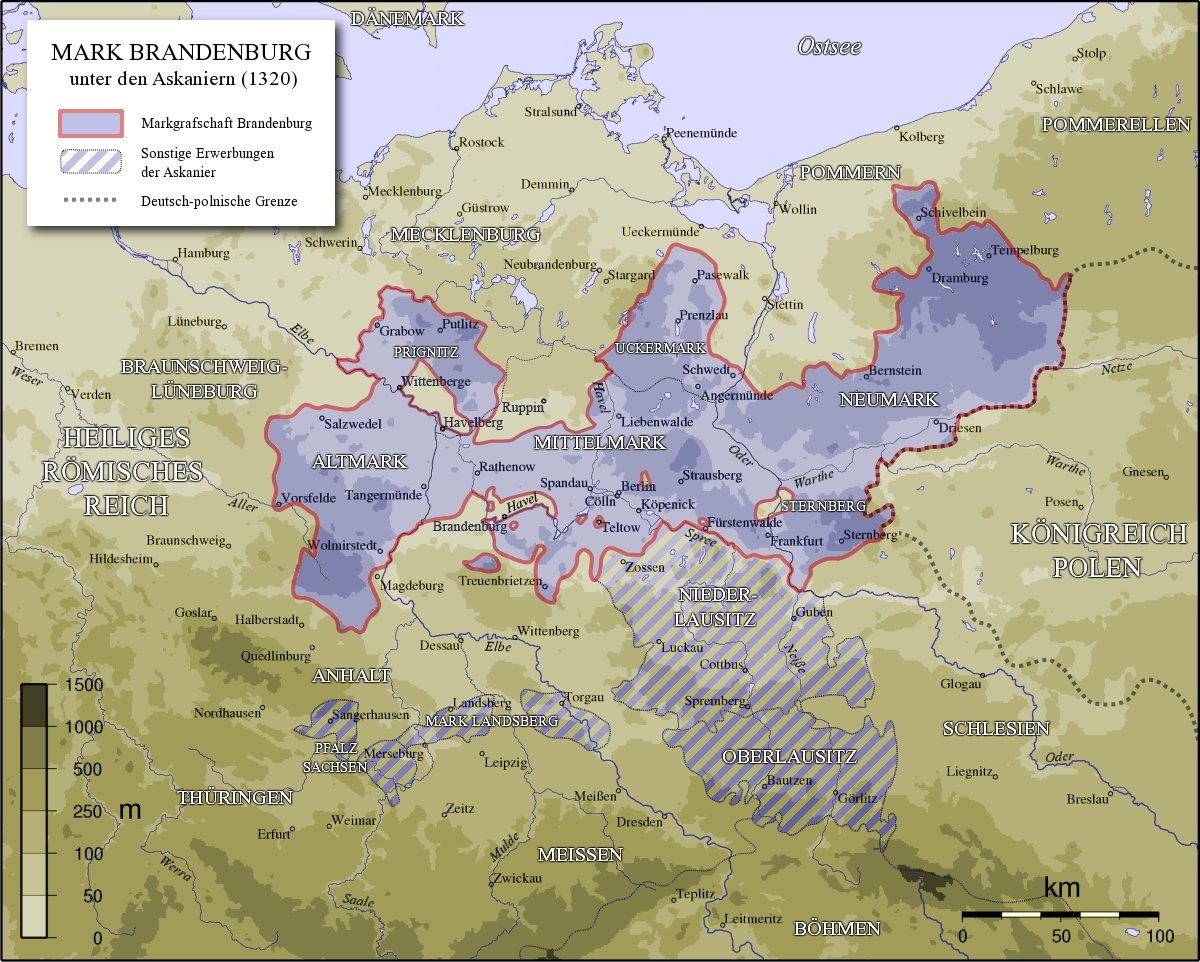
Карта Бранденбурга в 1320 году

Император Людовик Баварский объявил владение выморочным и в 1323 году маркграфство своему старшему сыну.
В 1327 году император Людовик — передал своему сыну Людвигу Бранденбургскому верховные права на Померанию.
После того, как Померания и Мекленбург в 1328 году закончили воевать друг с другом в войне за Рюгенское наследство, они объединились против маркграфа Людвига чтобы реализовать свои претензии в Бранденбурге.
С 1329 по 1333 год продолжалась померано-бранденбургская война
28 июня 1333 года между Бранденбургом и Померанией был подписан мир (утвержденный императором лишь 13 августа 1338 года). По миру Бранденбург отказывался от верховных прав на Померанию, которая стала имперским леном. Померанские герцоги признавали Людовика IV императором.
В августе 1348 года в Германии при дворе Отто, архиепископа Магдебургского появился человек утверждавший, что он — Вальдемар, маркграф Бранденбургский (дядя Генриха Дитя), которого ошибочно признали мёртвым 29 лет назад.
Многие горожане и дворяне поддержали авантюриста. Нашел «Вальдемар» признание и у Асканиев — Вальдемар Ангальт Цербсткий и Альбрехт Ангальт-Кётенский признали в нём «вернувшегося родственника».
4 декабря 1348 года между Отто Магдебургским с одной стороны и «Вальдемаром» и Асканиями с другой стороны ради отвоевания Бранденбурга был заключён союз. «Вальдемар» за короткое время был признан большей частью Бранденбурга, лишь часть городов сохранила верность Виттельсбахам. В войну были втянуты правители Померании и Мекленбурга. Герцоги Померании поддерживали Виттельсбахов, за это они получили Столп и ряд земель в Укермарке (Брюссов, Шведт, Ангермюнде).
В 1370 году бранденбургский курфюрст Оттон Ленивый вновь попытался взять реванш. Война закончившаяся в 1372 году оставила границу прежней.

## Люксембурги и Померанская династия

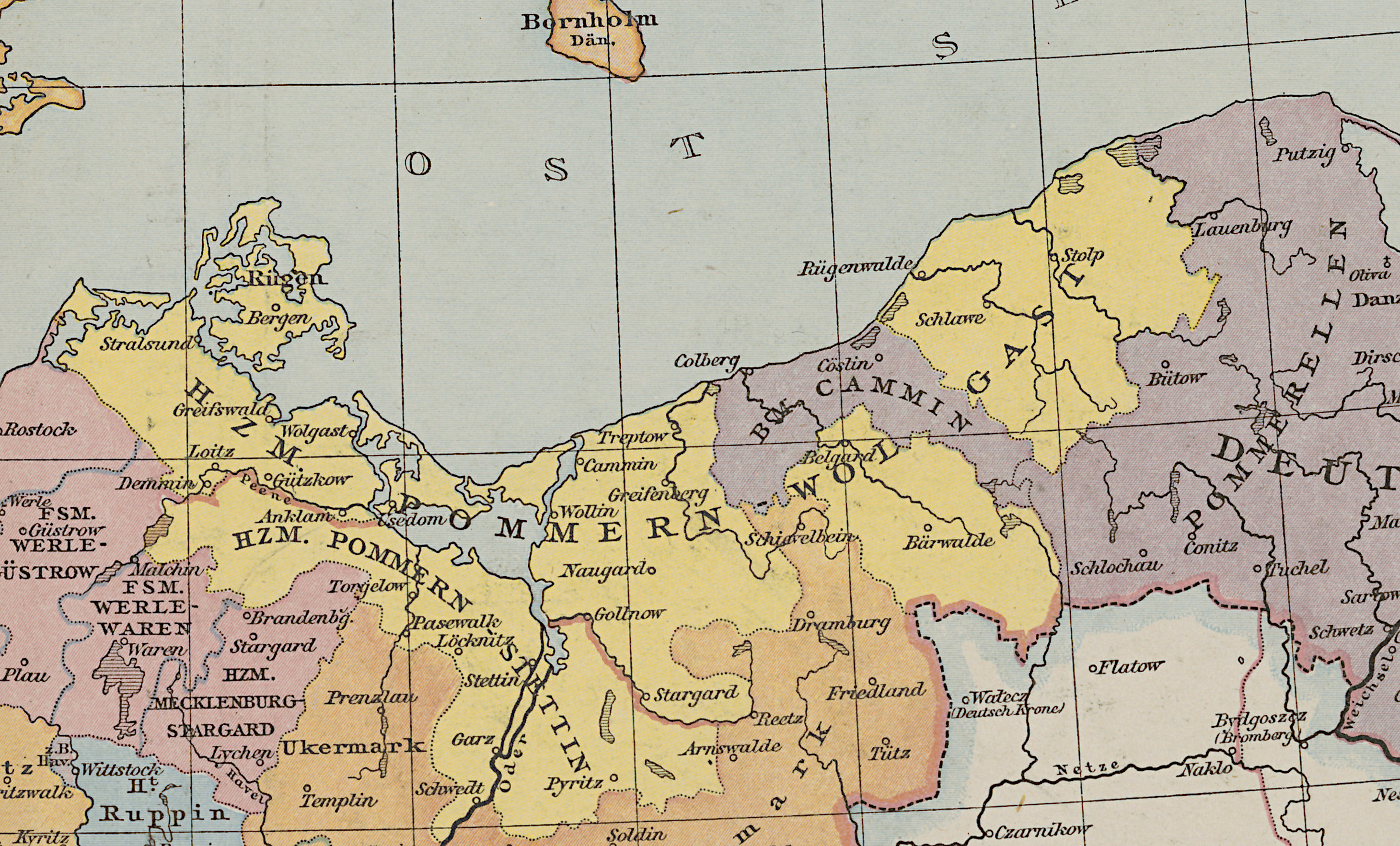
Померано-Бранденбургская граница около 1400 года

С Люксембургами которые купили в 1373 году у Виттельсбахов Бранденбург у правителей Померании сложились хорошие отношения. Карл IV был женат Елизавете Померанской дочери Богуслава V Великого. 
Даже оба нападения 1388 и 1393 годов были связаны с союзом с семьёй Карла IV.
В 1388 году Сигизмунд продал Бранденбург своему двоюродному брату и конкуренту Йосту Моравскому, который в 1393 году пленил Вацлава IV Люксембурга. В обоих случаях померанские герцоги действовали как союзники противников Йоста.
Но после этих столкновений граница осталась прежней. 

## Гогенцоллерны и Грифичи
В 1415 году курфюрстом Бранденбурга стал Фридрих I Гогенцоллерн, управлявший княжеством с 1411 года, получив его от императора Сигизмунда Люксембурга.
Но с 1409 года центральной частью Бранденбурга (Средней маркой) управлял Святобор I герцог Померании-Штеттина, Новая марка была под управлением Тевтонского ордена. В  1412 году произошло сражение при Креммер Дамме между Фридрихом и сыновьями Святобора Оттоном II и Казимиром V Померанскими. И хотя ожесточенное сражение не выявило победителя, на следующий год Фридрих взял часть Уккермарка. После смерти Святобора в 1413 году его сыновья продолжили претендовать на центральную часть Бранденбурга (включая Берлин), но Фридрих пойдя на союз с вольгасткими правителями, расколол тем самым Померанский дом.
Император Сигизмунд Люксембург в бранденбурго-померанском конфликте поддерживал Фридриха Гогенцоллерна. В эти годы он рассматривал Померанию как Бранденбургского вассала.
В 1420 году Фридрих Бранденбургский принял участие в крестовом походе против гуситов. Казимир Щецинский планировавший пользуясь отсутствием соседа решить старый спор в  марте 1420 года напал на его владения. Но Фридрих вернувшись разбил врага у Ангермюнде.
И хотя Померанию в этой войне поддержали правители Мекленбурга Магдебурга, Дании и Польши победил Бранденбург. По Перлебергскому миру 1420 года Померания уступила Уккермарк, который контролировала с 1354 года.
Во время битвы при Ангермюнде в плен к бранденбуржцам попал ряд поляков. Во время переговоров об их судьбе произошло сближение вылившееся в обручение Фридриха, сына курфюрста Фридриха с Ядвигой дочерью Ягайлы Польского. К Ядвиге засылал сватов Казимир V Щецинский и опередив его Фридрих не только изолировал противника от Польши, но и имел надежду вернуть удерживаемую Тевтонским орденом Новую марку.  Пользуясь тем, что у Фридриха Бранденбургского ухудшились отношения с Сигизмундом Люксембургом Казимир V при поддержке  своего родича Эрика (короля Дании, Норвегии и Швеции) заключил 17 февраля 1424 с императором Сигизмундом 5 договоров. По этим соглашениям Померания вновь считалась имперским леном. Уккермарк также считался померанским. В 1424 году Казимир V Померанский вновь начал войну за Уккермарк, а также за то чтобы Померания считалась вассалом империи, а не Бранденбурга. В ноябре 1425 года войска Бранденбурга потерпели поражение в битве при Вьеррадене.
22 мая 1427 года в Эберсвальде был заключен мир, по которому Уккермарк оказался разделен между противниками: Померания получала Грейфенберг и Бранденбург закреплял Ангермюнде. Мир скреплялся помолвкой Иоахима Младшего сына Казимира и Барбары, внучки Фридриха.
И хотя эта помолвка не переросла в брак, Иоахим Младший в 1437 году породнился с Гогенцолернами женившись на другой внучке Фридриха сестре Барбары — Елизавете. В этот же год правителем Бранденбурга стал Фридрих II. В 1444 году Фридрих II потребовал от Барнима VII Вольгастского принадлежащую тому часть Уккермарка. Началась новая война в которой Барнима поддержали правители остальной Померании. 3 мая 14448 года в Пренцлау был подписан мир по которому Фридрих отказывался от претензий на Пазевальк, пока не пресечется Померанская династия.
В 1451 году умерли Иоахим Младший и Барним VII. 17 апреля 1457 года умер новый герцог Вольгаста Вартислав IX. Владения Вартислава IX разделили его сыновья Эрик II и Вартислав X, которые вскоре начали враждовать. Конфликт обострился после смерти 3 мая 1459 года бывшего скандинавского короля  Эрика Померанского. Эрик II заявил себя единственным наследником, с этим не согласились Вартислав X и Оттон III, сын Иоахима Младшего. Бранденбург вмешавшись в эту войну получил ряд городов.
В 1464 году умер бездетным Оттон III. Претензии на наследство заявили герцоги Эрик II и Вартислав X, а также бранденбургский курфюрст Фридрих II. Фридрих II вновь выдвинул претензии на сюзеренитет над Померанией. Это привело к войне за штеттинское наследство. В 1472 году Альбрехт III Ахилл удалось завершить войну с выгодой для Бранденбурга. Померанские герцоги получали Штеттинское герцогство, но они признавали себя вассалами Бранденбурга. Тот закреплял за собой захваченные районы.
Сын Эрика II Богуслав X став в 1474 году герцогом отказался признавать верховенство Бранденбурга и приносить оммаж. В этом его поддерживал дядя Вартислав X. Попытка уучшить отношения через брак Маргариты, дочери Фридрих II и Богуслава X оказалась неудачной. В 1477 году началась новая война. В ходе её Померания была опустошена войсками Альбрехта Ахилла. В 1478 году умер Вартислав X и единственным правителем Померании стал Богуслав X. 26 июня 1479 года ему пришлось заключить второй Пренцлауский договор с Бранденбургом. По миру Бранденбург сохранял Виерраден, Шведт, Лёкниц, Пенкун и Саатциг, Нойведель, Рабенштейн, Штольценбург и Бернштейн. Померания сохраняла Герц, но признавала сюзеренитет Бранденбурга.
26 марта 1493 года был подписан Пирицкий договор по которому Бранденбург отказывался от верховных прав на Померанию, но получал право если 
пресечется Померанская династия получить земли герцогства.